# Pirata zavattarii
Pirata zavattarii är en spindelart som först beskrevs av Lodovico di Caporiacco 1941.  Pirata zavattarii ingår i släktet Pirata och familjen vargspindlar.
Artens utbredningsområde är Etiopien. Inga underarter finns listade i Catalogue of Life.